# From Raxacoricofallapatorius with Love
From Raxacoricofallapatorius with Love (Bons baisers de Raxacoricofallapatorius) est un épisode spécial de The Sarah Jane Adventures diffusé à l'occasion de l'émission caritative Red Nose Day. À ce jour, la série n'a jamais été diffusée en France.

## Synopsis
Dans le grenier de Sarah Jane Smith, le petit groupe est en train de faire du tri avec Mr Smith lorsque d'une brèche spatio-temporelle, arrive un petit homme nommé Rani (joué par le comédien nain anglais Ronnie Corbett). Il dit venir de l'alliance galactique et vouloir les récompenser pour avoir si bien défendu la terre. Alors qu'il s'assied sur un siège, on peut entendre des flatulences, signe reconnaissable des Slitheens. K-9 apparait l'identifiant comme un alien. Utilisant les cadeaux qu'il leur a offert, Rani immobilise le groupe et se révèle être un Slitheen. L'utilisation du rouge à lèvre sonique et la rapidité de Clyde permet au groupe de s'en sortir et de renvoyer le Slitheen d'où il vient.

## Continuité
- C'est la première fois qu'une série dérivée de l'univers de Doctor Who diffuse un épisode spécial.
- C'est aussi la première fois que l'on voit un Slitheen utiliser la peau autre que celle d'un humain.
- Erreur de continuité, les Slitheen sont désignés comme une race et non comme une famille d'alien.

## Dans la culture
- Il y a un gag, lorsque Rani Chandra note que Rani porte le même prénom qu'elle, elle dit qu'ils n'ont qu'à s'appeler « les deux Rani ». Or, les deux « Ronnie » était un spectacle joué par Ronnie Corbett.
- Rani le Slitheen pose un sabot comme ceux sur les voitures, sur K-9.
- On peut voir K-9 porter à la fin de l'épisode un nez rouge, en clin d'œil au show diffusé.